# Epístola de Eugnostos
Epístola de Eugnostos es el primer tratado del códice V y el tercero del códice III de Nag Hammadi (NH III, 2 y V 1-17). El escritor es un setita gnóstico. El texto sólo ha sobrevivido en la biblioteca del Nag Hammadi, en la que está por duplicado. No es un apocalipsis como el resto de los escritos de este códice, sino una epístola.

## Aspectos literarios
Para anunciar la existencia de un Dios trascendente, un Dios desconocido para todos, incluyendo los sabios de este mundo, y que no es, entonces, el creador del mundo, Eugnostos asume el género retórico del elogio.
Usando un lenguaje entre filosófico e hímnico, muestra al Dios trascendente que reina desde lo alto sobre todos, es decir, sobre el universo espiritual. Se nota una gran coherencia en la organización del Tratado que progresa de lo que está escondido a lo que es manifestado, y cuyo principio principal, recurrente entre los gnósticos, es la necesidad de descubrir al invisible en el visible, que es solamente posible a través de una revelación. En otras palabras, solamente el final de la revelación revela la identidad de este Dios desconocido y su mundo espiritual, que se ha revelado aquí abajo.

## Contenido
El tema básico es la generación, en el sentido del parto espiritual, con sus consecuencias: dar forma y nombre. Mientras el primer principio es sin forma o nombre, se revela separando de sí mismo la forma (o el nombre divino que tiene una forma específica) para dar forma y nombre a cada uno de los espirituales. Esta forma es el hombre primigenio, cuya manifestación final es el Salvador. Aquí se halla la doctrina del hijo, así como aquello de las formas y nombres de los eones. Toda la revelación puede ser resumida por la frase de Clemente de Alejandría en los pasajes de Teodoto (26,1) que afirma que la parte invisible de Jesús es el nombre, y la parte visible, la iglesia de Alejandría. La iglesia visible, que ha caído en el caos inferior, revela el nombre invisible que da la forma y la iluminación.
Eugnostos también se caracteriza por la importancia que da al mito del hombre primigenio, tan distinto del terrestre y manifestación del Dios supremo. Este mito, sin embargo, es unido atentamente a la doctrina filosófica de la generación autoengendrada del segundo principio divino, una creencia generalizada en todo el Imperio romano durante el siglo I. El texto de Eugnostos, cuyo vocabulario filosófico es asombrosamente preciso, permite una aclaración de la noción de autoengendrado, una de las ideas filosóficas que los gnósticos retomaron para explicar la doctrina del Salvador. El análisis de Eugnostos toca, entonces, una pregunta ferozmente debatida desde la escuela de Historia de las Religiones en Alemania respecto a los enlaces entre el Cristianismo y el Gnosticismo, especialmente con respecto al mito del hombre celeste o el salvador - redentor.

## Fecha y lugar de composición
Eugnostos puede haberse escrito en Alejandría, ya que se parece al judaísmo decididamente platónico encontrado en Filón de Alejandría y enseña un Cristianismo muy adecuado para tal ambiente. Los textos principales sobre los que el texto está basado vienen de las escrituras judías. Esto demuestra su antigüedad, tanto como su audiencia futura. Las doctrinas filosóficas medio-platónicas del texto, tanto como sus paralelos con otra literatura patrística, demuestran una fecha del siglo II.

## El texto
Sobre el Principio y sus dos primeras emisiones escribe:

El que es, es inefable. Ningún principado lo ha conocido, ni autoridad, ni subordinación, ni naturaleza desde la fundación del mundo, salvo él sólo […]. Ninguno lo gobierna […]. Es innominable […]. Es llamado ‘Padre del Todo’ […] abarca a las Totalidades de las Totalidades y nada lo abarca, porque es Intelecto total, Pensamiento, Intención, Discernimiento, Discurso y Potencia. Todos ellos son potencias iguales. Son las fuentes de las Totalidades y su género es universal y del primero al último están en el Preconocimiento del Inengendrado, porque todavía no habían llegado a la manifestación […]. El Señor del Todo no es llamado ‘Padre’ de acuerdo con la Verdad, sino ‘Prepadre’. Se ve en sí mismo, como un espejo, habiendo aparecido en su semejanza en tanto que Padre en sí mismo (autopátor), o sea, Autoengendrador y Enfrente de la vista (antopós), puesto que ha mirado desde enfrente al Preexistente inengendrado. Es indudablemente de la misma edad del que le es anterior, pero no es igual a él en poder. Después manifestó múltiples que miran de frente, autogenerados, de igual edad y poder, existiendo en gloria e incalculables, que son llamados ‘la generación sobre la que no hay reino entre los reinos que existen.